# 1958 en astronautique
Cette page présente la chronologie des événements qui se sont produits durant l'année 1958 dans le domaine de l'astronautique.

Chronologie de l'astronautique
- 1954
- 1955
- 1956
- 1957
- 1958
- 1959
- 1960
- 1961
- 1962

## Programmes spatiaux nationaux

### Programme spatial américain
- 29 juillet : création de la NASA annoncée par le président américain Dwight D. Eisenhower (le National Aeronautics and Space Act) pour administrer et réaliser les projets relevant de l'astronautique civile, jusque-là pris en charge par les différentes branches des forces armées des États-Unis, afin de rattraper l'avance prise par l'Union soviétique.

### Chronologie

#### Février
| Date        | Lanceur  | Base de lancement | Type           | Charge utile  | Notes                                                                                     |
| 1er février | Juno I   | Cap Canaveral     | Orbite moyenne | Explorer 1    | Premier satellite mis en orbite par les États-Unis. Découverte des ceintures de Van Allen |
| 5 février   | Vanguard | Cap Canaveral     | Orbite moyenne | Vanguard TV-3 | Échec du lancement. Satellite de géodésie                                                 |

#### Mars
| Date    | Lanceur  | Base de lancement | Type           | Charge utile | Notes                                                                                             |
| 5 mars  | Juno I   | Cap Canaveral     | Orbite moyenne | Explorer 2   | Échec du lancement. Étude de la magnétosphère.                                                    |
| 17 mars | Vanguard | Cap Canaveral     | Orbite moyenne | Vanguard 1   | Premier lancement Vanguard réussi. Satellite de géodésie. Plus ancien satellite encore en orbite. |
| 26 mars | Juno I   | Cap Canaveral     | Orbite moyenne | Explorer 3   | Étude de la magnétosphère.                                                                        |

#### Avril
| Date     | Lanceur  | Base de lancement | Type           | Charge utile  | Notes                                          |
| 27 avril | Semiorka | Baïkonour         | Orbite basse   | Spoutnik      | Échec au lancement. Étude de la magnétosphère. |
| 28 avril | Vanguard | Cap Canaveral     | Orbite moyenne | Vanguard TV-5 | Échec au lancement. Étude du rayonnement X     |

#### Mai
| Date   | Lanceur  | Base de lancement | Type           | Charge utile   | Notes                                                             |
| 15 mai | Semiorka | Baïkonour         | Orbite basse   | Spoutnik 3     | Étude de la magnétosphère.                                        |
| 27 mai | Vanguard | Cap Canaveral     | Orbite moyenne | Vanguard SLV-1 | Échec du lancement. Satellite observation rayonnement Lyman Alpha |

#### Juin
| Date    | Lanceur  | Base de lancement | Type           | Charge utile   | Notes                                      |
| 26 juin | Vanguard | Cap Canaveral     | Orbite moyenne | Vanguard SLV-2 | Échec. Satellite observation rayonnement X |

#### Juillet
| Date       | Lanceur           | Base de lancement | Type           | Charge utile | Notes                                                |
| 25 juillet | Projet Pilot (en) | Point Mugu        | Orbite moyenne | Pilot-1      | Échec. Lancement inaugural. Satellite technologique. |
| 26 juillet | Juno I            | Cap Canaveral     | Orbite moyenne | Explorer 4   | Étude de la magnétosphère.                           |

#### Aout
| Date    | Lanceur      | Base de lancement | Type           | Charge utile | Notes                                                  |
| 12 août | Projet Pilot | Point Mugu        | Orbite moyenne | Pilot-2      | Échec.                                                 |
| 17 août | Thor-Able    | Cap Canaveral     | Orbite lunaire | Pioneer 0    | Échec au lancement. Première sonde spatiale américaine |
| 22 août | Projet Pilot | Point Mugu        | Orbite moyenne | Pilot-3      | Échec.                                                 |
| 24 août | Juno I       | Cap Canaveral     | Orbite moyenne | Explorer 5   | Échec au lancement. Étude de la magnétosphère.         |
| 25 août | Projet Pilot | Point Mugu        | Orbite moyenne | Pilot-4      | Échec.                                                 |
| 26 août | Projet Pilot | Point Mugu        | Orbite moyenne | Pilot-5      | Échec.                                                 |
| 28 août | Projet Pilot | Point Mugu        | Orbite moyenne | Pilot-6      | Échec.                                                 |

#### Septembre
| Date         | Lanceur  | Base de lancement | Type                  | Charge utile   | Notes                                   |
| 23 septembre | Vostok   | Baïkonour         | Orbite héliocentrique | Luna 1958A     | Échec, devait percuter la Lune          |
| 26 septembre | Vanguard | Cap Canaveral     | Orbite moyenne        | Vanguard SLV-3 | Échec. Étude de la couverture nuageuse. |

#### Octobre
| Date       | Lanceur   | Base de lancement | Type                  | Charge utile | Notes                                                    |
| 11 octobre | Thor-Able | Cap Canaveral     | Orbite lunaire        | Pioneer 1    | Ne parvient pas à se placer en orbite autour de la Lune. |
| 11 octobre | Vostok    | Baïkonour         | Orbite héliocentrique | Luna 1958B   | Échec, devait percuter la Lune                           |
| 23 octobre | Juno I    | Cap Canaveral     | Orbite basse          | Beacon 1     | Échec au lancement, dernier tir de Juno I                |

#### Novembre
| Date       | Lanceur   | Base de lancement | Type           | Charge utile | Notes                              |
| 8 novembre | Thor-Able | Cap Canaveral     | Orbite lunaire | Pioneer 2    | Échec au lancement. Sonde lunaire. |

#### Décembre
| Date        | Lanceur | Base de lancement | Type                  | Charge utile | Notes                                                        |
| 4 décembre  | Vostok  | Baïkonour         | Orbite héliocentrique | Luna 1958C   | Échec                                                        |
| 6 décembre  | Juno II | Cap Canaveral     | Orbite lunaire        | Pioneer 3    | Échec au lancement. Premier tir de la Juno II. Sonde lunaire |
| 18 décembre | Atlas B | Cap Canaveral     | Orbite basse          | SCORE        | Premier satellite de télécommunications                      |

### Vol orbitaux

#### Par pays
| Pays             | Lancements | Succès | Échecs | Échecs partiels | Remarques |
| ---------------- | ---------- | ------ | ------ | --------------- | --------- |
| Union soviétique | 5          | 1      | 4      |                 |           |
| États-Unis       | 23         | 5      | 18     |                 |           |

#### Par lanceur
| Lanceur        | Pays             | Lancements | Succès | Échecs | Échecs partiels | Remarques         |
| -------------- | ---------------- | ---------- | ------ | ------ | --------------- | ----------------- |
| Atlas          | États-Unis       | 1          | 1      |        |                 | Premier lancement |
| Juno I         | États-Unis       | 6          | 3      | 3      |                 | Premier lancement |
| Juno II        | États-Unis       | 1          |        | 1      |                 | Premier lancement |
| Projet Pilot   | États-Unis       | 6          |        | 6      |                 | Seuls vols        |
| Semiorka       | Union soviétique | 2          | 1      | 2      |                 |                   |
| Thor           | États-Unis       | 3          |        | 3      |                 | Premier lancement |
| Vanguard       | États-Unis       | 6          | 1      | 5      |                 |                   |
| Vostok (fusée) | Union soviétique | 3          |        | 3      |                 | Premier lancement |

#### Par type d'orbite
| Orbite         | Lancements | Succès | Échecs | Orbite atteinte involontairement | Remarques |
| -------------- | ---------- | ------ | ------ | -------------------------------- | --------- |
| Basse          | 4          | 2      | 2      |                                  |           |
| Moyenne        | 17         | 4      | 13     |                                  |           |
| héliocentrique | 7          | 0      | 7      |                                  |           |

#### Par site de lancement
| Site           | Pays             | Lancements | Succès | Échecs | Échecs partiels | Remarques |
| -------------- | ---------------- | ---------- | ------ | ------ | --------------- | --------- |
| Baïkonour      | Union soviétique | 5          | 1      | 4      |                 |           |
| Cape Canaveral | États-Unis       | 17         | 5      | 12     |                 |           |
| Point Mugu     | États-Unis       | 6          | 0      | 6      |                 |           |